# The First Days of Spring

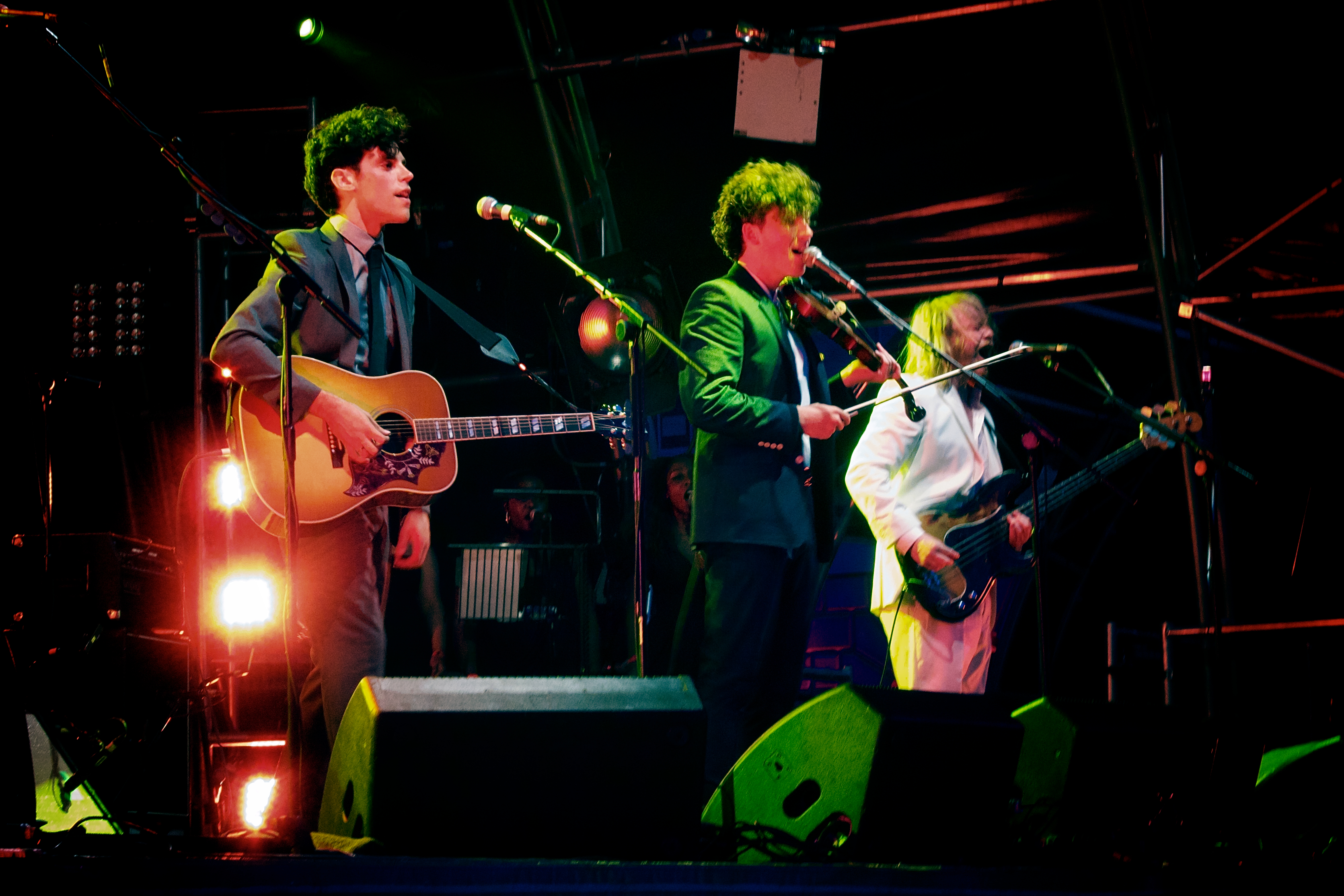
Noah and the Whale 2010

The First Night of Spring ist das zweite Studioalbum der britischen Folk-Rock bzw. Indie-Band Noah and the Whale. Es wurde am 31. August 2009 veröffentlicht und erreichte in den 16. Platz in den britischen Charts. Die Single Blue Skies erreichte den 95. Platz.

## Geschichte
2009 begann die Band erstmals, einige Songs, die später für The First Days of Spring aufgenommen werden sollten, auf Konzerten zu spielen. Als die Band ins Studio zurückkehrte, entschied sie sich, aufgrund von Charlie Finks Trennung von Laura Marling auf weiblichen Backgroundgesang zu verzichten.
Zum Album wurde ein 47-minütiger Kurzfilm gedreht, in der die Songs des Albums in eine durchgehende Handlung umgesetzt wurden. Die Trennung Finks und Marlings wird in den Texten von The First Day of Spring immer wieder thematisiert, Fink schrieb sämtliche Songs in der Ich-Erzählform. Neben den im Vergleich zum ersten Album melancholischeren Texten fand noch eine zweite Veränderung statt: Der anfängliche, an Indie-Folk angelehnte Musikstil entwickelte sich zu Indie-Rock – eine Veränderung, die mit dem dritten Album, Last Night on Earth, noch offensichtlicher wurde.
Drei Tage vor der Veröffentlichung des Albums verließ Schlagzeuger (und Bruder Charlie Finks), Doug Fink, die Band, um eine Karriere als Arzt zu starten. Sein Nachfolger wurde der Ex-Pull-Tiger-Tail-Schlagzeuger Jack Hamson.
Als erste Single wurde am 26. August 2009 Blue Skies veröffentlicht, die in den britischen Charts den 95. Platz erreichte und in der TV-Serie One Tree Hill sowie im Film The Descendants verwendet wurde. Blue Skies dient als eines der Hauptthemen des Albums, ein Teil des Songs ist bereits in Our Window zu hören. Das Lied ist auch im Trailer zu The First Days of Spring zu hören.

## Titelliste
Sämtliche Titel des Albums wurden von Charlie Fink geschrieben.
1. "The First Days of Spring" – 6:39
2. "Our Window" – 5:48
3. "I Have Nothing" – 2:43
4. "My Broken Heart" – 5:11
5. "Instrumental I" – 1:33
6. "Love of an Orchestra" – 2:03
7. "Instrumental II" – 1:36
8. "Stranger" – 5:18
9. "Blue Skies" – 4:08
10. "Slow Glass" – 3:18
11. "My Door Is Always Open" – 4:35

## Rezeption
| Medium          | Rating |
| --------------- | --- |
| Allmusic        | Sternsymbol · Sternsymbol · Sternsymbol · Sternsymbol · Sternsymbol                                                                       |
| The Guardian    | Sternsymbol · Sternsymbol · Sternsymbol · Sternsymbol · Sternsymbol                                                                       |
| Rolling Stone   | Sternsymbol · Sternsymbol · Sternsymbol · Sternsymbol · Sternsymbol                                                                       |
| The Observer    | Sternsymbol · Sternsymbol · Sternsymbol · Sternsymbol · Sternsymbol                                                                       |
| NME             | Sternsymbol · Sternsymbol · Sternsymbol · Sternsymbol · Sternsymbol · Sternsymbol · Sternsymbol · Sternsymbol · Sternsymbol · Sternsymbol |
| Sputnikmusic    | Sternsymbol · Sternsymbol · Sternsymbol · Sternsymbol · Sternsymbol                                                                       |
| MusicOMH        | Sternsymbol · Sternsymbol · Sternsymbol · Sternsymbol · Sternsymbol                                                                       |
| Pitchfork Media | 5.2/10 |
| Spin            | Sternsymbol · Sternsymbol · Sternsymbol · Sternsymbol · Sternsymbol · Sternsymbol · Sternsymbol · Sternsymbol · Sternsymbol · Sternsymbol |

The First Days of Spring wurde generell positiv aufgenommen. Andrew Leahey schrieb für den Allmusic Guide:
"With music serving as his therapy, Fink fills The First Days of Spring with lush soundscapes and folksy melancholy, finding the beauty that exists in the neutral territory between both camps. (...) her (Laura Marlings) influence permeates the album, from Fink's disillusioned lyrics to the band's vacillations between elated anthems and intimate, disconsolate ballads."
"Mit Musik als Therapie füllt Fink The First Days of Spring mit üppigen Geräuschkulissen und folkiger Melancholie, er findet die Schönheit, die im neutralen Territorium zwischen den beiden existiert. (...) ihre (Laura Marlings) Einflüsse durchdringen das Album, von Finks desillusionierten Text bis hin zu dem Schwanken der Band zwischen ermutigenden Hymnen und trostlosen Balladen."
Leahey vergab vier von fünf möglichen Punkten für das Album.
Leonie Cooper vom New Musical Express schrieb in ihrer Rezension:
"It’s yet more proof that the quirky band with that perky tune haven’t disappeared, but they have done a hell of a lot of growing up. An immense album."
"Dies ist der Beweis, dass die verschrobene Band mit den kessen Melodien nicht verschwunden ist, aber sie ist sehr erwachsen worden. Ein immenses Album."
Cooper vergab neun von zehn Punkten.
Craig McLean schrieb für den Observer folgendes:
"This is a beautiful album. Moving rather than maudlin, uplifting rather than depressing. (...) Here is a song-painter (Charlie Fink) blessed with huge talent."
"Dies ist ein wunderschönes Album. Mehr bewegend als rührselig, mehr aufbauend als deprimierend. (...) Hier ist ein Song-Maler (Charlie Fink), der mit einem riesigen Talent gesegnet wurde."
McLean bewertete The First Days of Spring mit vier von fünf Punkten.
Dorian Lynskey vom Guardian schrieb in seiner Rezension:
"Despite its shortcomings, The First Days of Spring marks a welcome escape from such labels as "quirky" and "twee", with a musical maturity that requires only an equivalent lyrical magic to amount to something truly special."
"Trotz einiger Schwächen markiert The First Days of Spring eine willkommene Flucht von Etiketten wie "verschroben" und "twee", mit einer musikalischer Reife, die nur eine gleichwertige textliche Magie bräuchte, um mit etwas so besonderem gleichzukommen."
Lynskey bewertete das Album mit drei von fünf Punkten.